# Герб Абхазії
Герб Абхазької автономної республіки — державний символ абхазької автономії у складі Грузії.

## Проєкт герба
Державна геральдична комісія Грузії передала на розгляд уряду Абхазії у вигнанні проєкт герба автономії.
У проєкті щит поділено на чотири поля: у першому — малий герб Грузії; у четвертому синьому — два капелюхи — головні елементи з родового герба Шервашидзе, спадкових князів Абхазії; у другому та третьому — по три срібні балки на зеленому полі.

## Історія

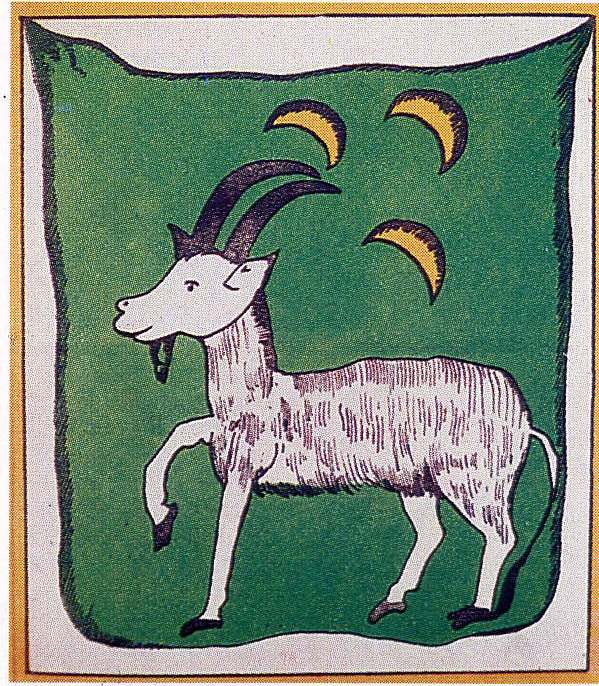
Давній герб Абхазії

На карті Грузії царевича Вахушті Багратіоні 1735 року серед 16 гербів усіх частин колишнього грузинського царства присутній і герб Абхазії: срібний козел у зеленому полі у супроводі трьох золотих півмісяців рогами донизу.
31 березня 1921 була проголошена незалежність Абхазії від Грузинської Демократичної Республіки. В Абхазії встановлювалася радянська влада, а сама вона проголошувалась Радянською Соціалістичною Республікою. Проте, вже 16 грудня 1921 Радянська Соціалістична Республіка Абхазія і Грузинська Радянська Соціалістична Республіка підписали Союзний договір, за яким РСР Абхазія і Грузинська РСР об'єднувалися на федеративних договірних засадах.

Герб Абхазької РСР (1921-25)

В той же період було затверджено герб радянської Абхазії:
|  | Державний герб Радянської Соціалістичної Республіки Абхазії складається з зображення золотих серпа і молота на фоні пейзажу Абхазії з написом абхазькою мовою - «РСР Апсни» (абх. «РСР Абхазія»). У верхній частині зображена червона п'ятипроменева зірка в променях сонця. Герб обрамлений орнаментом, що зображує вінок з кукурудзи, тютюну і винограду, і оточений червоною облямівкою з написом абхазькою мовою: «Апролетарцеа атеилакуа зегьи рчи ікоу, шечеідишекил!» (абх. «Пролетарі всіх країн, єднайтеся!») |

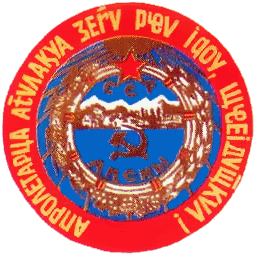
Герб Абхазької РСР (1925-26)

Герб Абхазької РСР (1928-31)

Від 1926 року напис «С. С. Р. Абхазія» на абхазькій мові був перенесений з центрального зображення на кругову червону облямівку і продубльована російською та грузинською мовами, як і девіз. Від 1928 року абхазька писемність була переведена на латинізований алфавіт, від 1938 — на грузинський, а 1954 року — на російську, що відбивалася і в написах на гербі.

Герб Абхазької РСР (1931-92)

16 лютого 1931 РСР Абхазія була перетворена в Абхазьку Автономну Радянську Соціалістичну Республіку в складі Грузинської РСР. Герб повністю повторював грузинський, відрізняючись тільки додаванням девізу абхазькому мовою:
|  | Державним гербом Абхазької АРСР є державний герб Грузинської РСР, який складається з круглого червоного поля, у верхній частині якого світиться п'ятипроменева зірка з розсіяним по всьому полю промінням, внизу - сніговий хребет блакитного кольору; на правій стороні - золоте колосся і на лівій - золоті лози винограду. Кінці колосся і лоз переплетені між собою біля основи хребта в нижній частині поля. Більшу частину середини займають зображення золотих серпа і молота, які впираються: вгорі - в зірку, внизу - в вершину хребта, а з боків - в колосся та лози. Навколо поля поміщений напис грузинською, абхазькою і російською мовами: «Пролетарі всіх країн, єднайтеся!» Герб облямований навколо візерунком з орнаментів у грузинському стилі. |

6 липня 1978 в герб була додана напис у два рядки «Абхазька АРСР» на грузинському (зверху) і абхазькому (знизу) мовами.
25 серпня 1990 Верховна Рада Абхазької РСР прийняла декларацію про державний суверенітет Абхазької РСР, що не отримало жодного відображення на її гербі і прапорі. Відомі фотографії, на яких як герб Абхазії використовується абхазький прапор, в геральдичному щиті. 1990 року Абхазія була проголошена суверенною Республікою. Розбіжності між Абхазією і грузинським керівництвом призвели до збройного конфлікту із втручанням Росії. 23 липня 1992 був прийнятий Закон «Про нову державну символіку Республіки Абхазія», яким були затверджені нові державні герб і прапор сепаратистського регіону.
У Грузії встановлено, що офіційними символами «Автономної Республіки Абхазія» є герб і прапор Грузії

## Герб невизнаної Республіки Абхазія
Герб Республіки Абхазія — державний символ самопроголошеної Республіки Абхазія затверджений сесією Верховної Ради Республіки Абхазії 23 липня 1992 року в місті Акуа (Сухумі), після ухвалення рішення про припинення дії Констітуції Абхазької АРСР 1978 року і відновлення Конституції РСР Абхазії 1925 року.
Герб являє собою іспанський щит, по вертикалі розділений на дві рівні частини — одна білого і друга зеленого кольору. Контур герба і сюжетної композиції — золотистого кольору. У нижній частині герба розташована восьмикінечна золотиста абхазька зірка.
У верхній частині, на білому і зеленому фоні, симетрично розташовано дві восьмикінечні зірки золотого кольору.
У центрі герба — фігура вершника — героя Абрскіла, що летить на чарівному коні Араше і посилає стрілу до зірок.
Сюжет герба пов'язаний з героїчним Нартським епосом абхазів. Зелений колір герба символізує молодість і життя, білий — духовність. Велика восьмикінечна зірка — солярний знак відродження. Малі зірки символізують єднання двох культурних світів — Сходу і Заходу.